# Frans Gielen

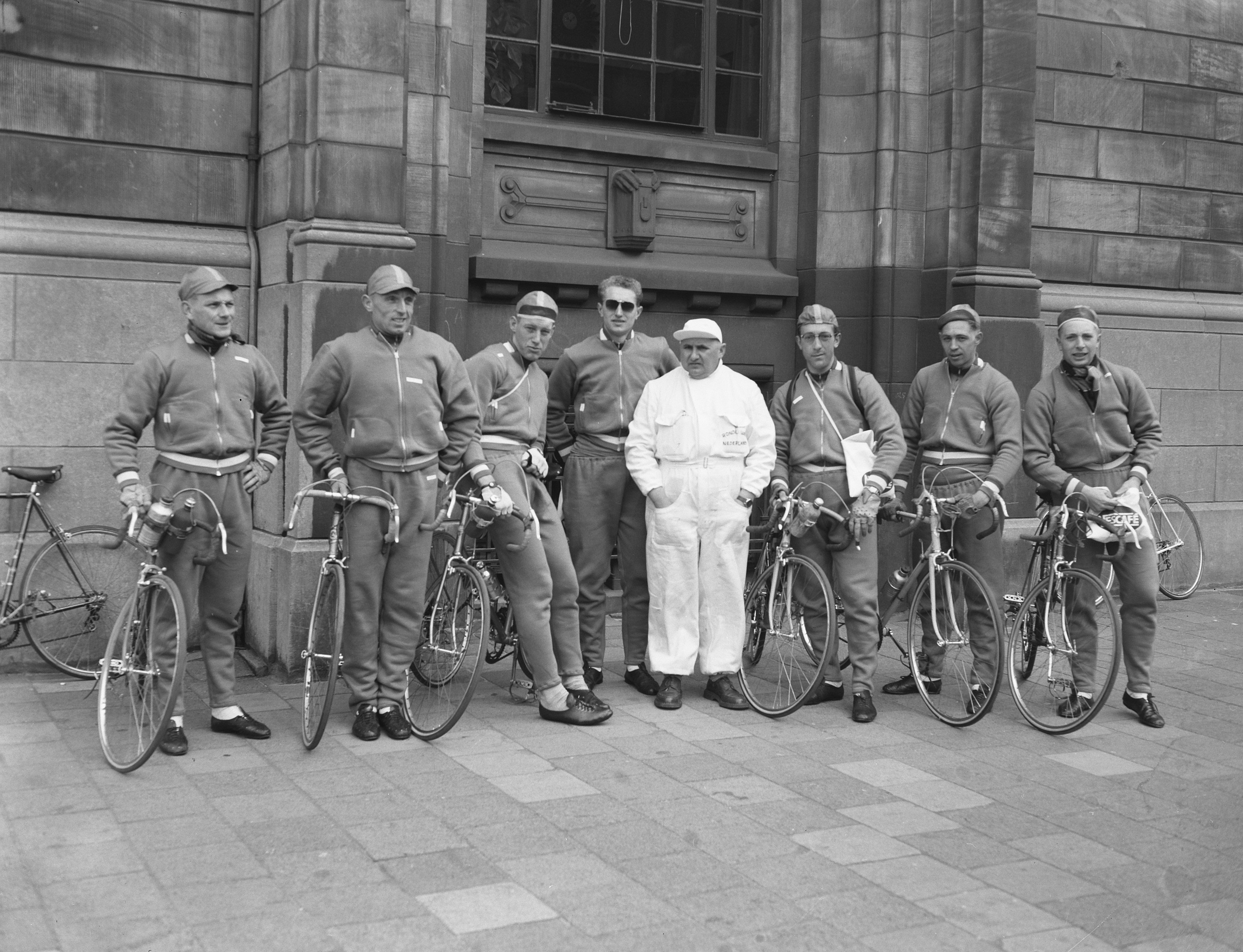
1. von links Frans Gielen, Ronde van Nederland 1955

Frans Gielen (* 21. Oktober 1921 in Wijchmaal; † 14. Juni 2004 in Helchteren) war ein belgischer Radrennfahrer und nationaler Meister im Radsport.

## Sportliche Laufbahn
Als Amateur war das Jahr 1947 für Gielen seine erfolgreichste Saison. Er gewann die belgische Meisterschaft im Straßenrennen vor Roger Decock, die Belgien-Rundfahrt und die Schweden-Rundfahrt (vor Gunnar Jansson). Bei den UCI-Straßen-Weltmeisterschaften in Reims wurde er beim Sieg von Alfo Ferrari Neunter.
Sein Einstand bei den Berufsfahrern verlief mit einem Etappensieg in der Vuelta a España 1948 erfolgreich. In jenem Jahr startete er als Unabhängiger, was ihm nach dem damaligen Reglement die Möglichkeit gab, bei Starts außerhalb Belgiens für andere Teams anzutreten. Seine weitere Laufbahn als Profi hatte bis auf einen Tageserfolg bei der Belgien-Rundfahrt 1954 keine Höhepunkte, er gewann noch einige kleinere Rennen und beendete 1957 seine Laufbahn.